# Iglesia de la Virgen Peregrina
La iglesia de la Virgen Peregrina es un edificio religioso localizado en la ciudad de Pontevedra, en Galicia (España). Consiste en una capilla de planta en forma de vieira que está situada al pie del Camino de Santiago Portugués.
Se empezó a construir en 1778 y se trata de una de las edificaciones más simbólicas y relevantes de la ciudad de Pontevedra. Está dedicada a la Virgen que, según la tradición, guiaba a los peregrinos desde Bayona hasta Santiago de Compostela.
La iglesia acoge la imagen de la Virgen Peregrina (siglo XIX), patrona de la provincia de Pontevedra y, a su vez, del Camino Portugués.
Declarada monumento histórico-artístico en 1982, mezcla un barroco tardío con formas neoclásicas, como su retablo mayor, erigido en 1789. La forma de su planta está inspirada en una concha de vieira, símbolo por antonomasia de los peregrinos, con finalización en cruz. Esta forma circular se asocia a la tipología imperante en los templos portugueses de la época.
Fue declarada Bien de Interés Cultural con la categoría de Monumento el 13 de octubre de 2011.

## Historia
El origen de la capilla hay que buscarlo en una imagen de la Virgen así vestida y que unos peregrinos franceses trajeron hasta Pontevedra. En la ciudad llamó tanto la atención que se fundó una Cofradía para rendirle culto. El germen de la Capilla se remonta pues al año 1753, año en el que se fundó una congregación dedicada al culto de la Virgen del Camino (Camino de Santiago Portugués), que posteriormente dio lugar en la Congregación de nuestra Señora del Refugio la Divina Peregrina.

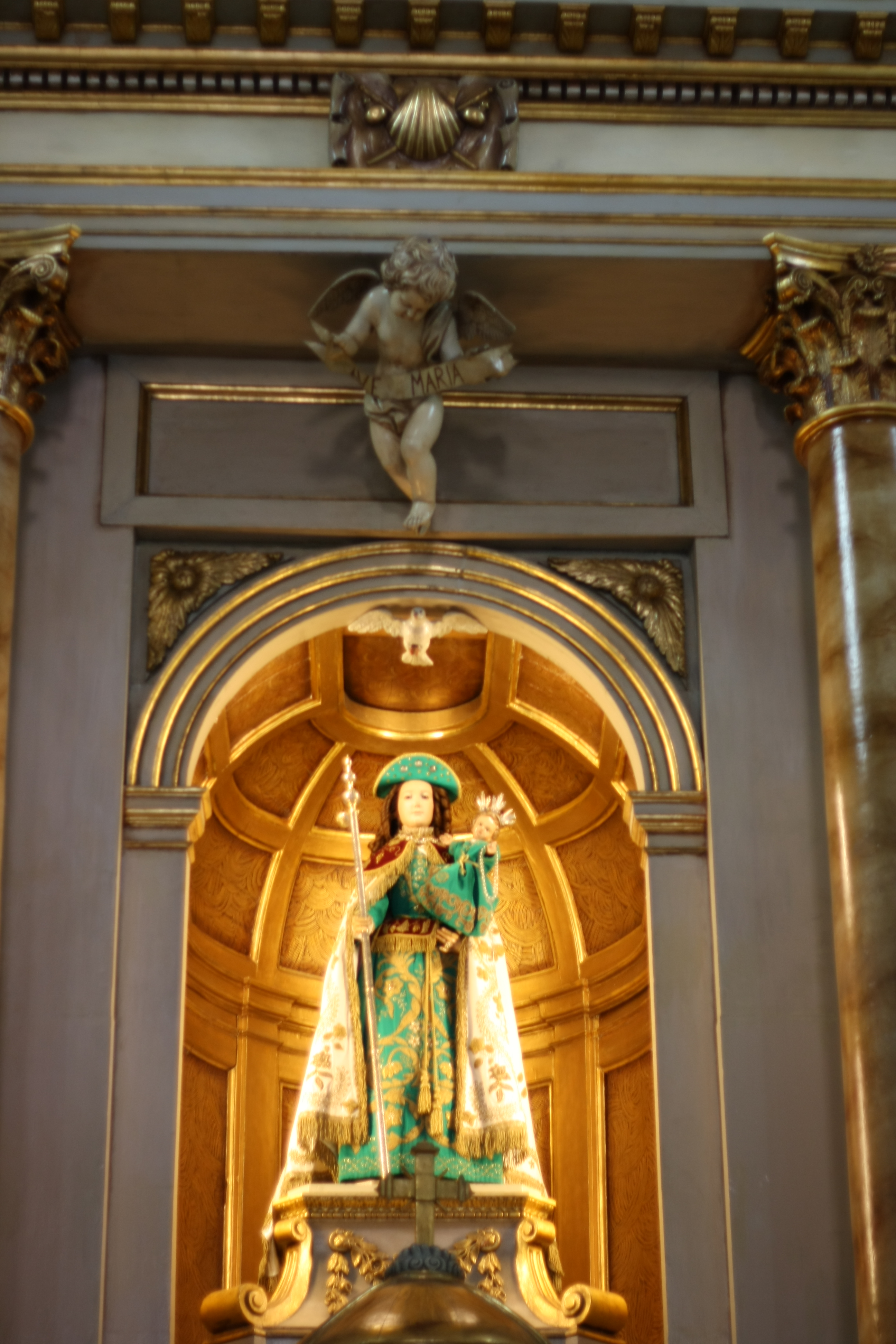
Imagen de la Virgen Peregrina.

En 1757 se elaboró un altar para la imagen de la Virgen Peregrina en la ya existente capilla de Nuestra Señora la Virgen del Camino, lo que con el paso del tiempo se tradujo en la aparición de problemas propios de tener dos imágenes con diferente tutela (recogida de limosnas, repique de campanas...) entre la Cofradía de la Peregrina y la de la Virgen del Camino, propietaria del templo.
La justicia y el gobierno municipal, por estos y otros motivos, ordenó sacar la imagen y el retablo del templo, que se trasladaron a una nueva capilla de madera en un solar extramuros, junto a la Puerta de Trabancas. Dos años más tarde, al abrirse una cantera en un monte propiedad de uno de los miembros de la congregación en San Amaro de Moldes se puso la primera piedra del santuario el 18 de junio de 1778, siendo costeada por la Cofradía de Nuestra Señora del Refugio y Divina Peregrina. Los planos fueron trazados por el maestro de obras Antonio Souto que era también sargento de milicias y la iglesia fue terminada por el maestro de obras Isidro Martínez. Su construcción finalizó en 1792, año en el que se colocaron las campanas, la puerta, las vidrieras y más tarde el atrio, consagrado dos años más tarde. El 2 de agosto de 1794 tras dieciséis años de obras fue bendecida por el párroco de San Bartolomé y se celebró la primera misa.
Hacia 1795, debido a una gran tormenta que causó graves daños al templo, se derrumbó parte de su torre norte, y no fue arreglada hasta 80 años después (1873), momento en el que se instalaron también dos pararrayos. No sólo la Capilla sufrió cambios. El entorno en el que en un inicio se ubicó la capilla también ha cambiado hasta nuestros días. La ciudad sufrió una importante remodelación urbanística desde mediados del siglo XIX, y el atrio se sustituyó por una gran escalinata.
El almirante Casto Méndez Núñez donó una concha de Tridacna de gran tamaño que trajo del Pacífico de uno de sus múltiples travesías que actúa como pila de agua bendita y que está situada en la entrada de la capilla. El reloj de la torre norte, fue instalado el año 1896, procedente del Hospital de San Juan de Dios que había sido demolido. También se instalaron en la Capilla las campanas del Hospital.
En 1981 se llevó a cabo la primera restauración del Santuario para reparar daños estructurales importantes (había grandes grietas en el edificio producidas por un desplazamiento de los cimientos). Fue llevada a cabo por César Portela y José Bar Boo. Su segunda restauración más importante se llevó a cabo el año 2008, restaurando vidrieras, muros, pintura o el reloj de la torre entre otros elementos.
El templo está administrado por la Cofradía de la Peregrina quien costeó su construcción y continúa conservándolo y manteniendo el culto.

## Descripción

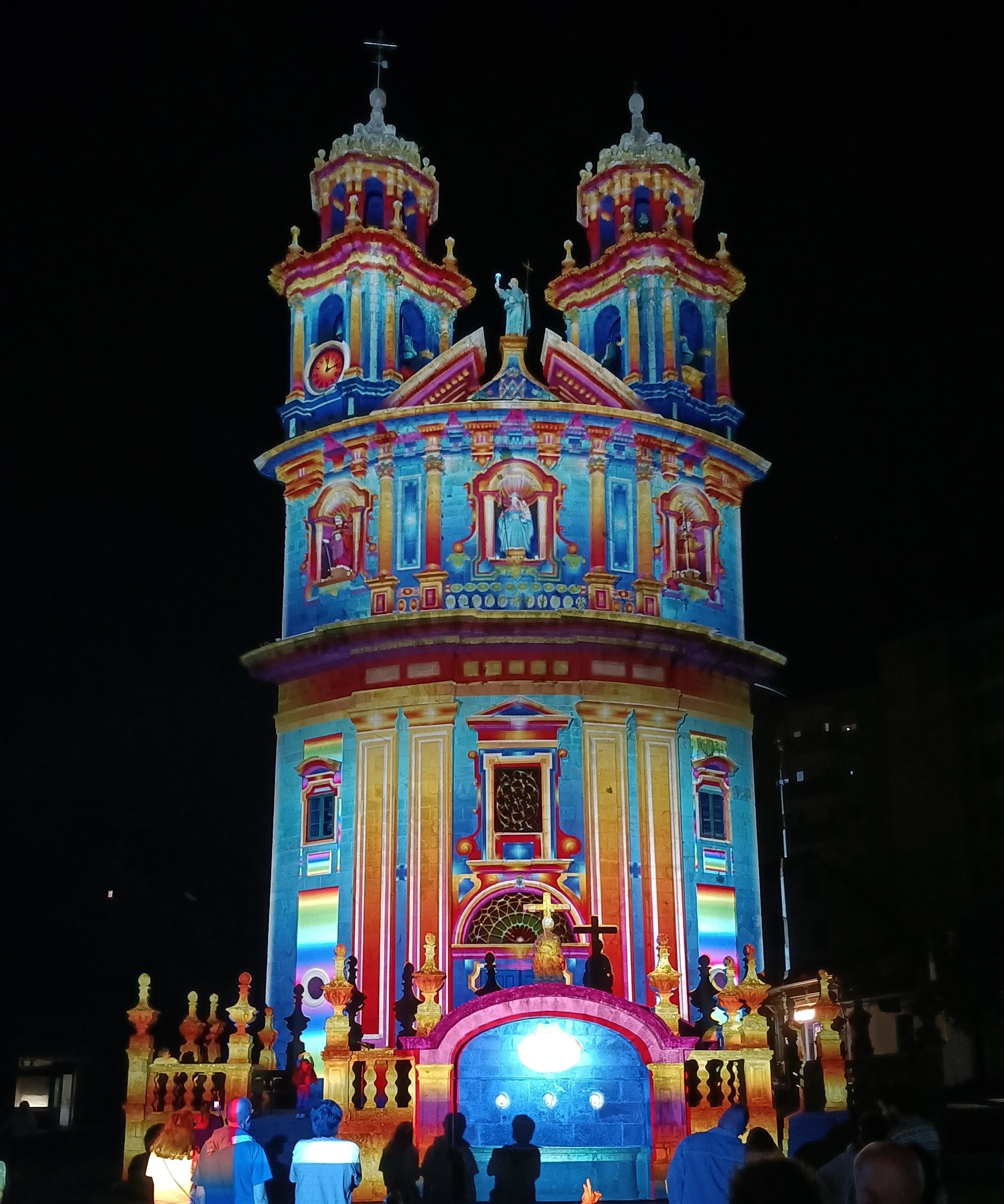
La iglesia iluminada en 2025 por el artista francés Patrice Warrener.

Esta iglesia corresponde a una capilla de planta central. Su planta está inspirada en una vieira, símbolo característico de los peregrinos, dentro de la que está inscrita una cruz. La planta es redonda, pero al incluir el vestíbulo toma forma de concha vieira. La rotonda que forma el templo propiamente dicho se enmarca en cuatro pilastras estriadas, donde se sostienen unos arcos formeros rebajados sobre los que se asienta la cornisa volada. Sobre ella se alza una cúpula con lunetas y linterna. Posee cúpula, linterna y cupulina.
En el interior del templo el presbiterio, rectangular, está cubierto por una bóveda de arista. El retablo mayor, de corte neoclásico, se realizó en 1789 siguiendo el estilo de Melchor de Prado, si bien admitió variaciones por parte de su hermano Manuel y Juan Pernas Gambino. Remata en frontón con un relieve de la huida a Egipto y la imagen de la Virgen Peregrina con el Niño Jesús en brazos, vestidos ambos con esclavina, bordón de peregrino y portando calabaza. Destacan las pinturas de Santa Clara, de Polanco y una copia de la Virgen de San Onofre de Roma de Peruzzi. También es destacable la pila de agua bendita en el vestíbulo, configurada con una concha del molusco Tridacna traída del Pacífico por Casto Méndez Núñez. La lámpara de cristal del interior de la iglesia es una joya de finales del siglo XIX, con un peso de 250 kilos y una altura de 2,50 metros.
La fachada principal, obra de Antonio Souto, con la colaboración de Bernardo José de Mier va precedida de un atrio con escalera, perimetrado por una balaustrada con pináculos. Al pie de la escalera se sitúa una fuente y una escultura de Teucro en la parte superior. El atrio y la fuente que preceden a la iglesia constituyen un conjunto urbanístico de singular tipismo y belleza.
La fachada barroca es convexa y tiene dos cuerpos. El inferior está adornado con pilastras y el superior con columnas corintias y acoge en lo alto en el interior de una hornacina la imagen de la Peregrina, patrona de la provincia de Pontevedra y a cada uno de sus lados también en hornacinas, las imágenes de Santiago y San José. Los tres están vestidos de peregrinos. Las hornacinas tienen bóveda de vieira y están decoradas con orejeras. En lo alto presenta un frontón partido en el centro del cual está una escultura que es la imagen alegórica de la Fe. A uno y otro lado se alzan dos torres iguales que imprimen una singular esbeltez, prestancia y solemnidad al templo. El cuerpo bajo presenta la gran puerta de directriz semicircular, divida por un dintel y encima tres ventanas con frontones superiores, el central triangular y los laterales curvos.

## Símbolo de la ciudad
La iglesia de la Peregrina se ha consolidado como símbolo de la ciudad de Pontevedra.
En 2011 la Fábrica Nacional de Moneda y Timbre (FNMT) la incluye como símbolo de la ciudad en el reverso de la moneda dedicada a Pontevedra dentro de la serie capitales de provincia, en la que incluye las 50 capitales de provincia y las dos ciudades autónomas de Ceuta y Melilla. La moneda tiene la denominación de 4 Reales y está realizada en Plata de 925 milésimas. Cuenta con una tirada de 15.000 ejemplares y es presentada en un tríptico expositor enfundado en una faja con la moneda encapsulada y acompañada de certificado de autenticidad.,. La Fábrica Nacional de Moneda y Timbre la acompaña de la siguiente explicación:

El Santuario de la Virgen Peregrina, en el que se venera a Nuestra Señora la Virgen Peregrina, es uno de los edificios más representativos de la ciudad de Pontevedra. Construido en el siglo XVIII, su planta recuerda la forma de una concha de vieira, símbolo universal de la peregrinación a Santiago. Situado en el centro de la ciudad, en la ruta del Camino Portugués, fue construido con las aportaciones económicas de la Cofradía de la Virgen Peregrina y está declarado Bien de Interés Cultural.

La Sociedad Estatal Correos y Telégrafos de España la incluyó también el 12 de diciembre de 2014 en el matasellos de la oficina postal principal de Pontevedra dentro de la colección de matasellos conmemorativos de capitales de provincia españolas. El lanzamiento de este matasellos se incluye en la campaña emprendida por Correos para colaborar en la difusión de imágenes de lugares y monumentos emblemáticos a través de los envíos postales.

## Cultura
En 2025, del 20 al 22 de junio, el artista francés de iluminación arquitectónica Patrice Warrener iluminó la iglesia de la Virgen Peregrina con su técnica Cromolite durante los 3 primeros días de la 32 edición de la Bienal Internacional de Arte de Pontevedra.

## Galería de imágenes

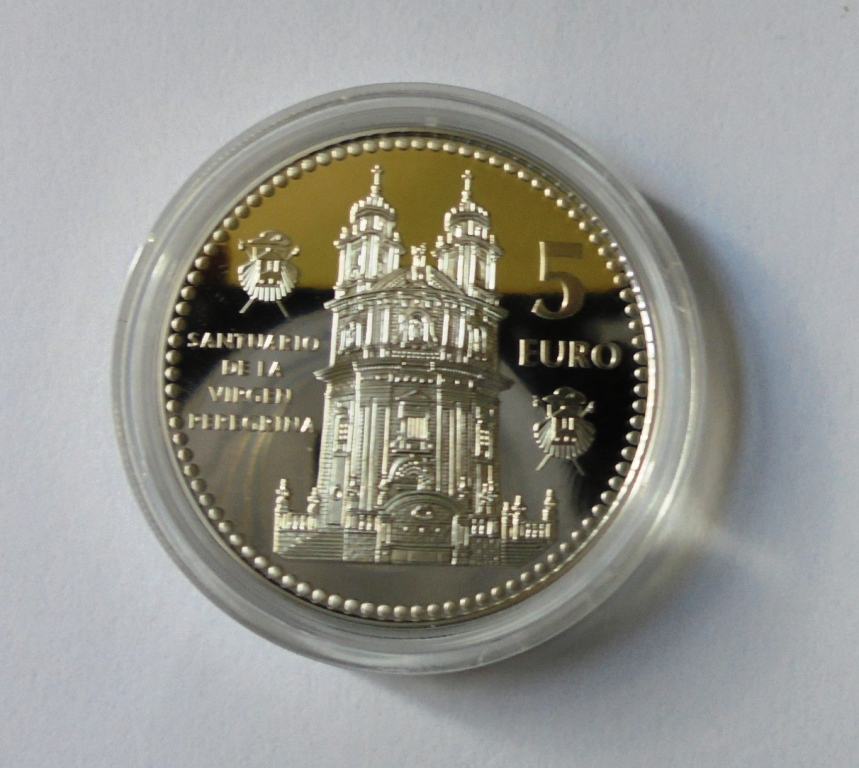
Moneda de plata perteneciente a la serie Capitales de Provincia de España, que fue lanzada en 2011.
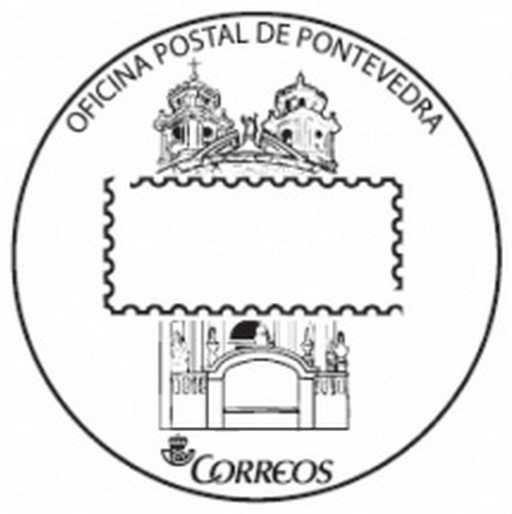
Matasellos conmemorativo de Correos lanzado en 2014.
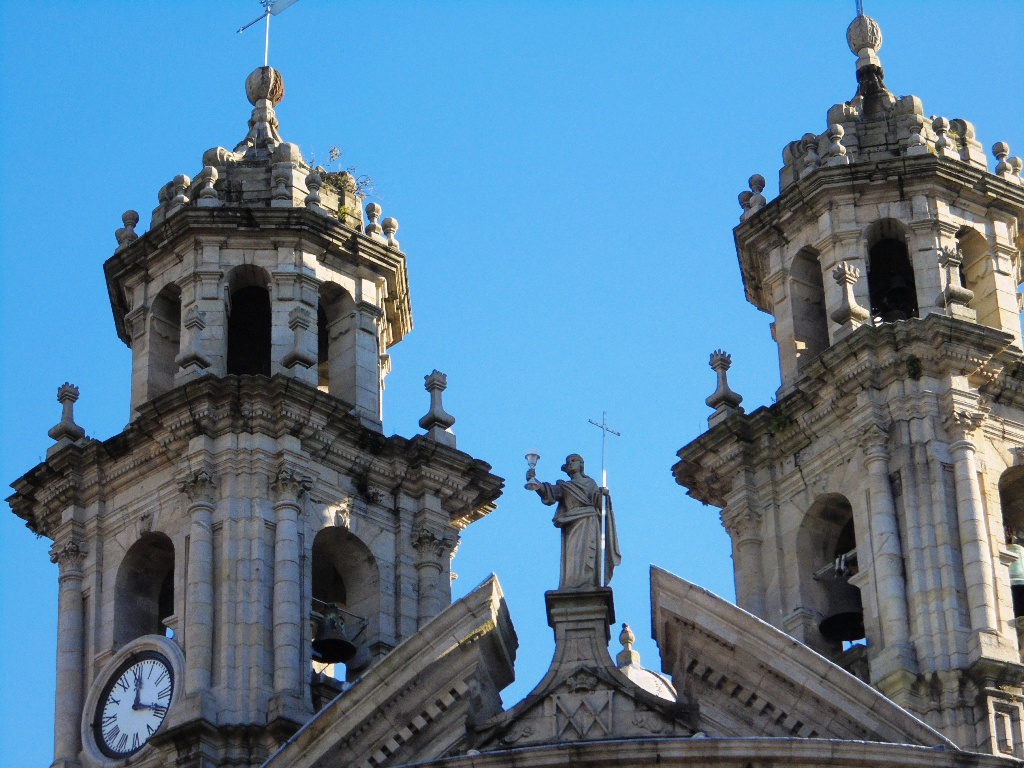
Figura de la Fe en el centro del frontón partido y de las torres gemelas
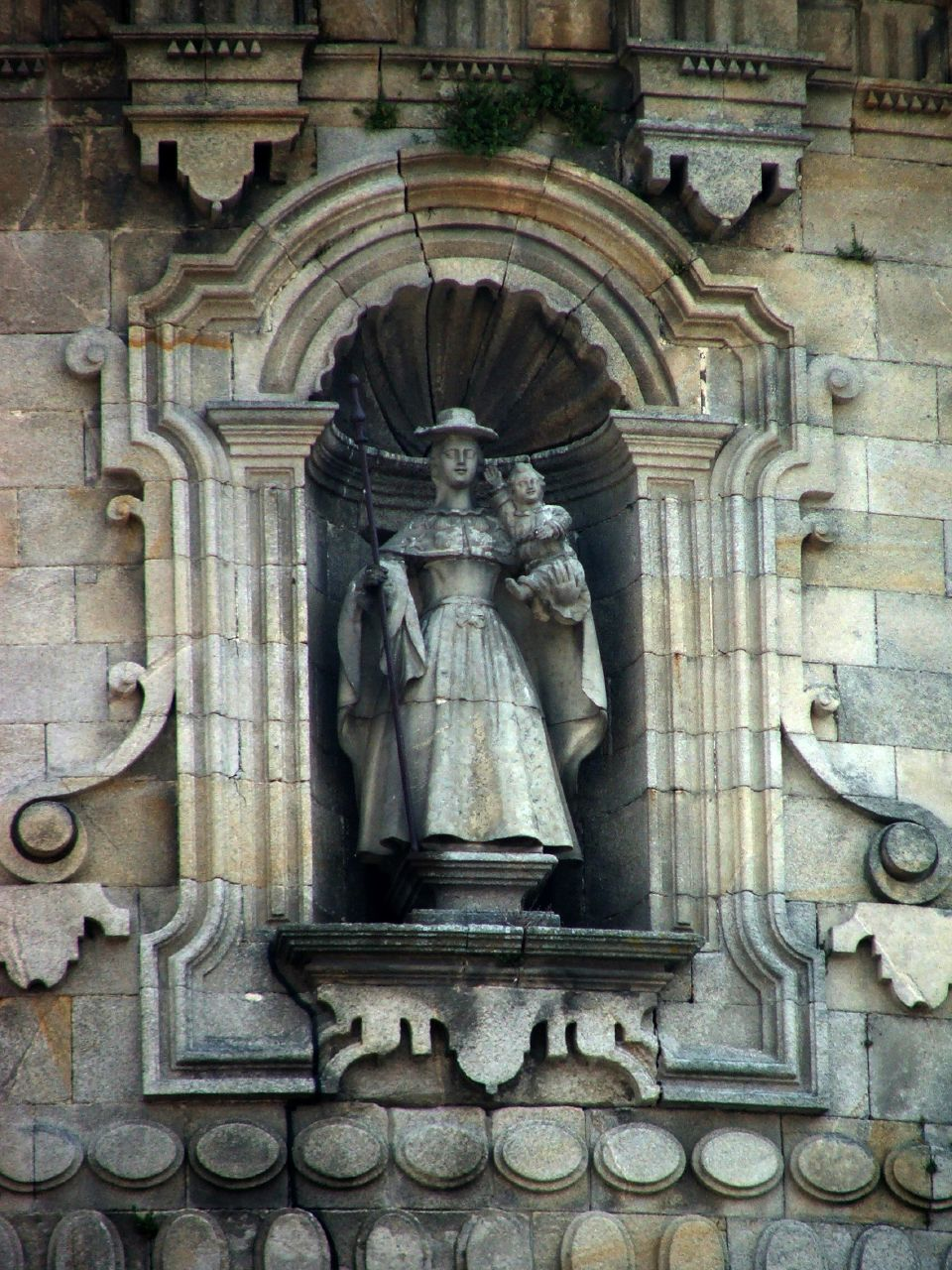
Virgen Peregrina en una hornacina de la fachada de la iglesia
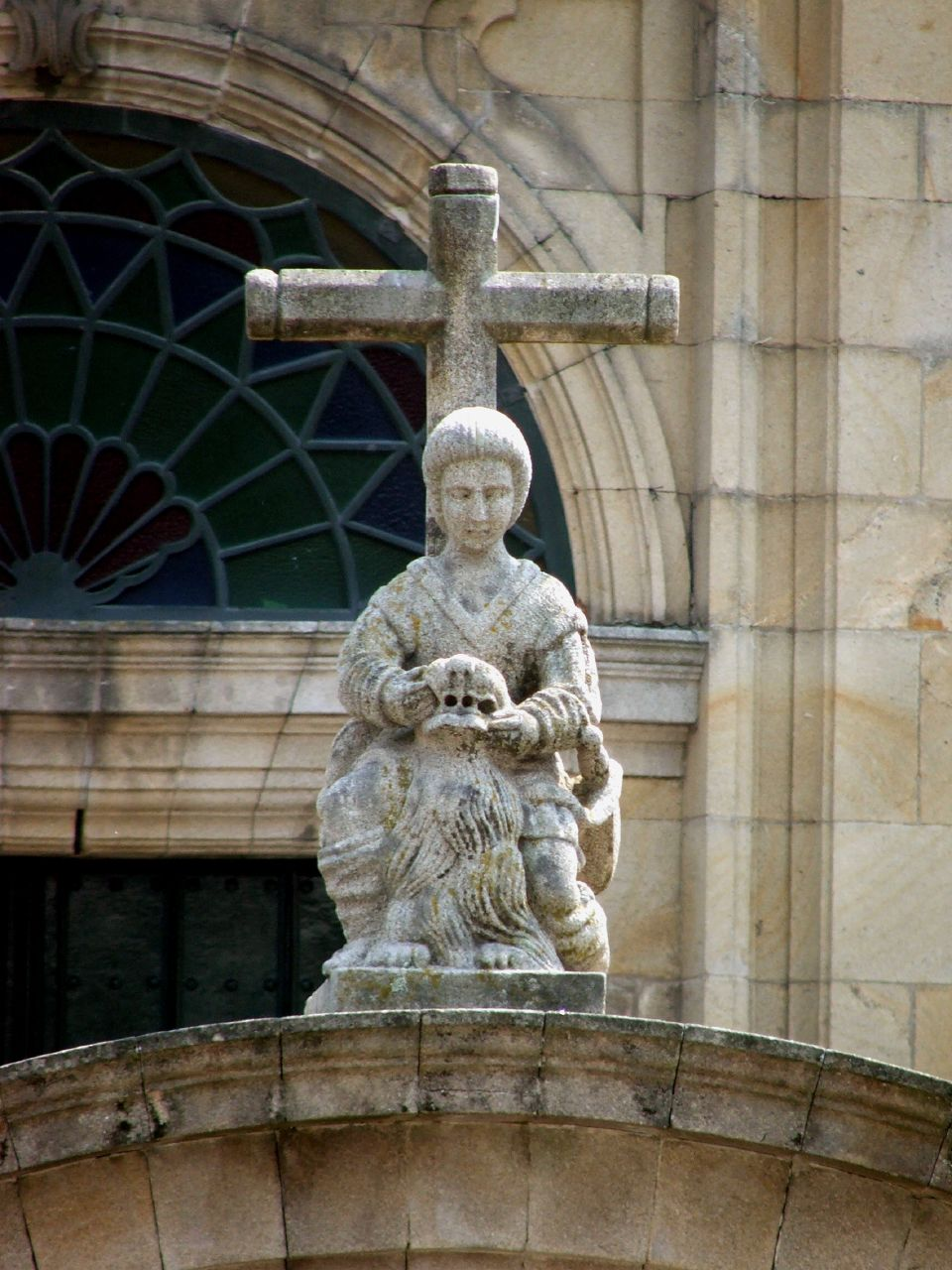
Estatua en el atrio
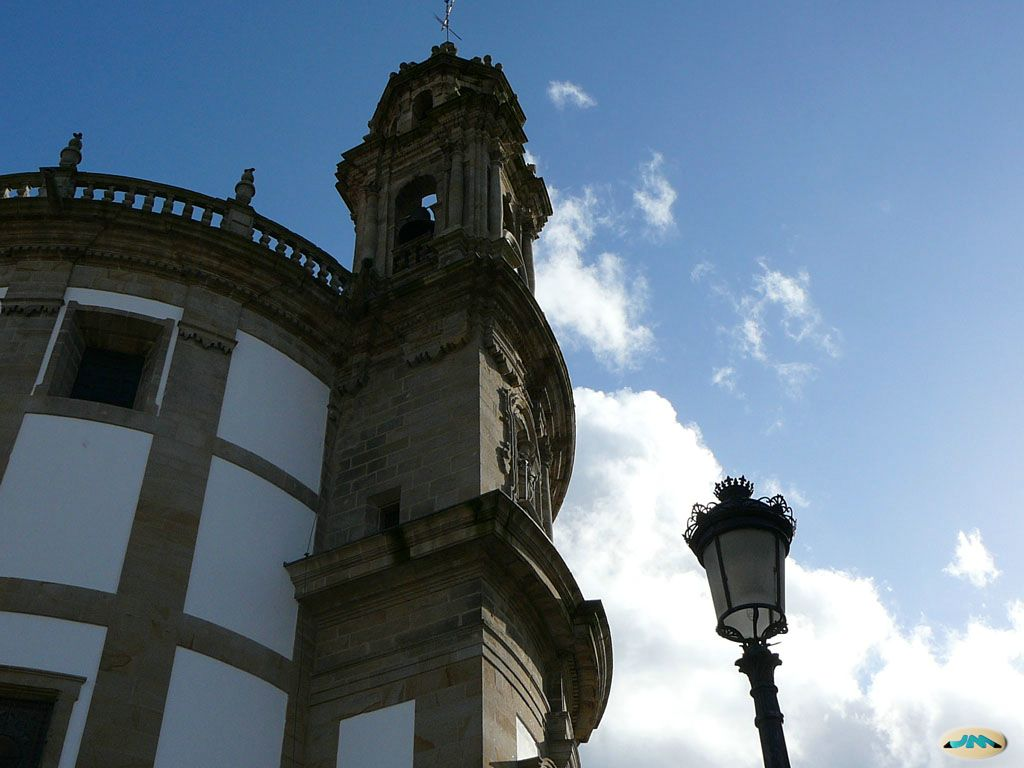
Fachada lateral de la iglesia
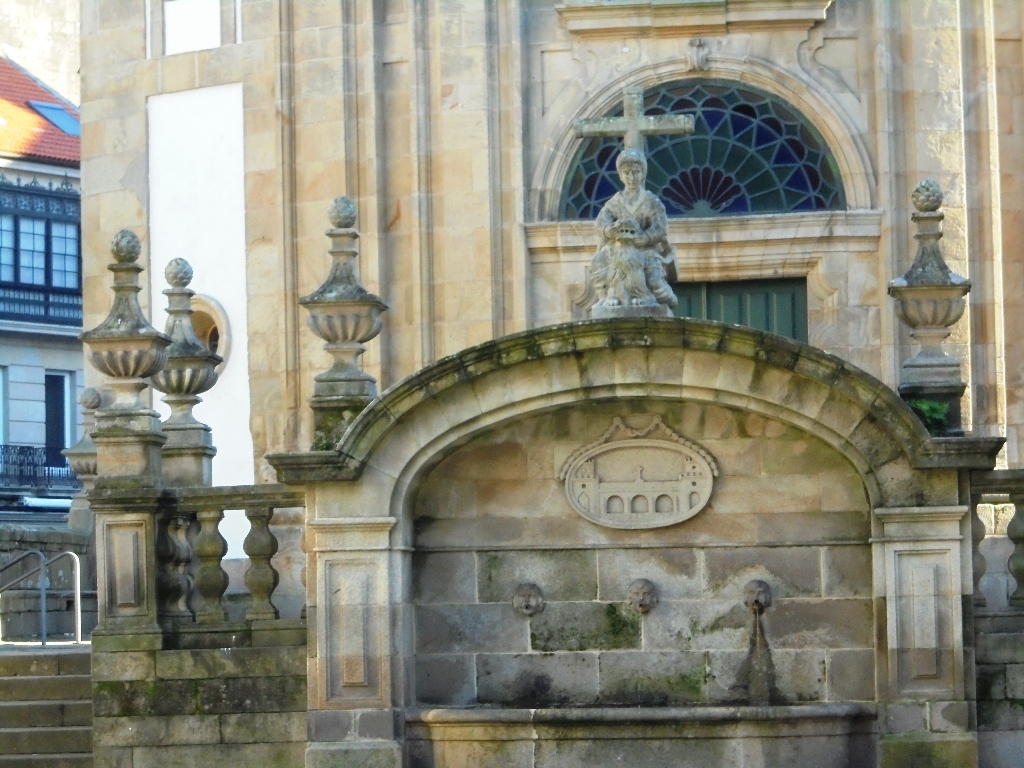
Fuente a la entrada de la iglesia
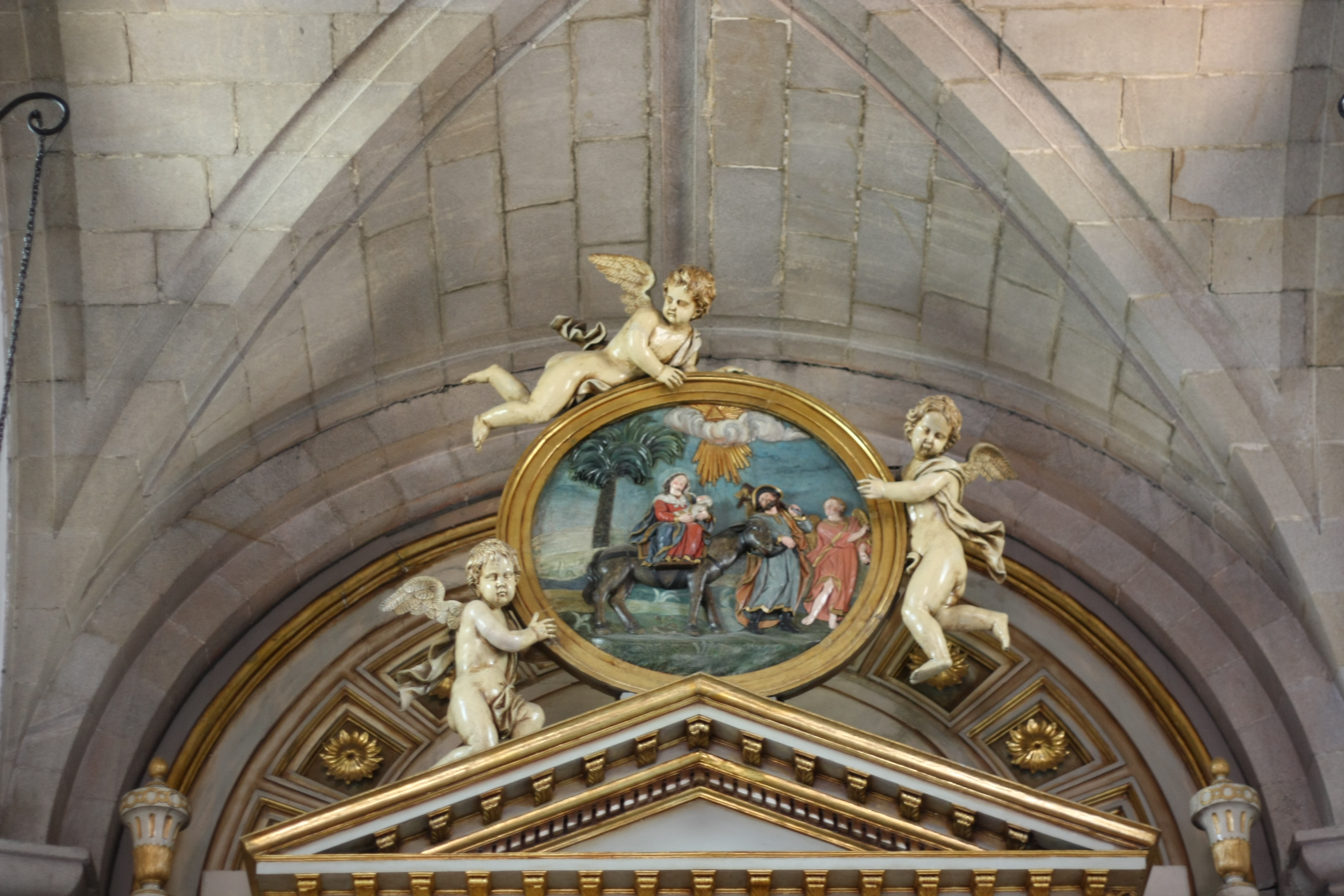
Detalle del altar mayor
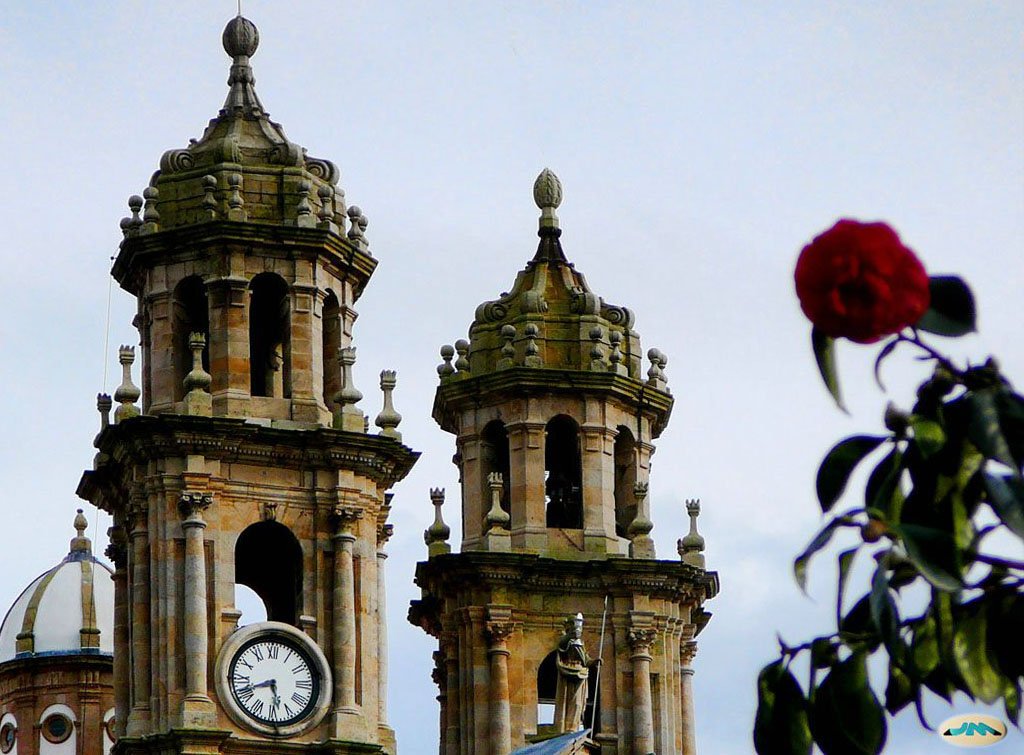
Las dos torres pertenecientes a la iglesia
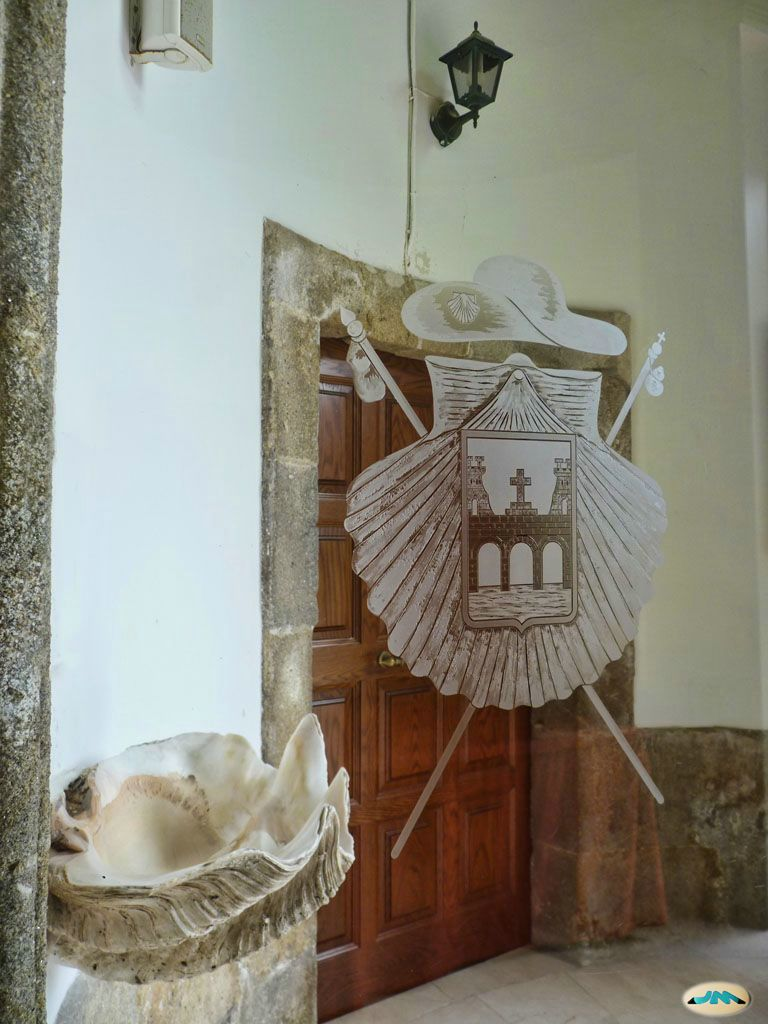
Entrada principal al templo
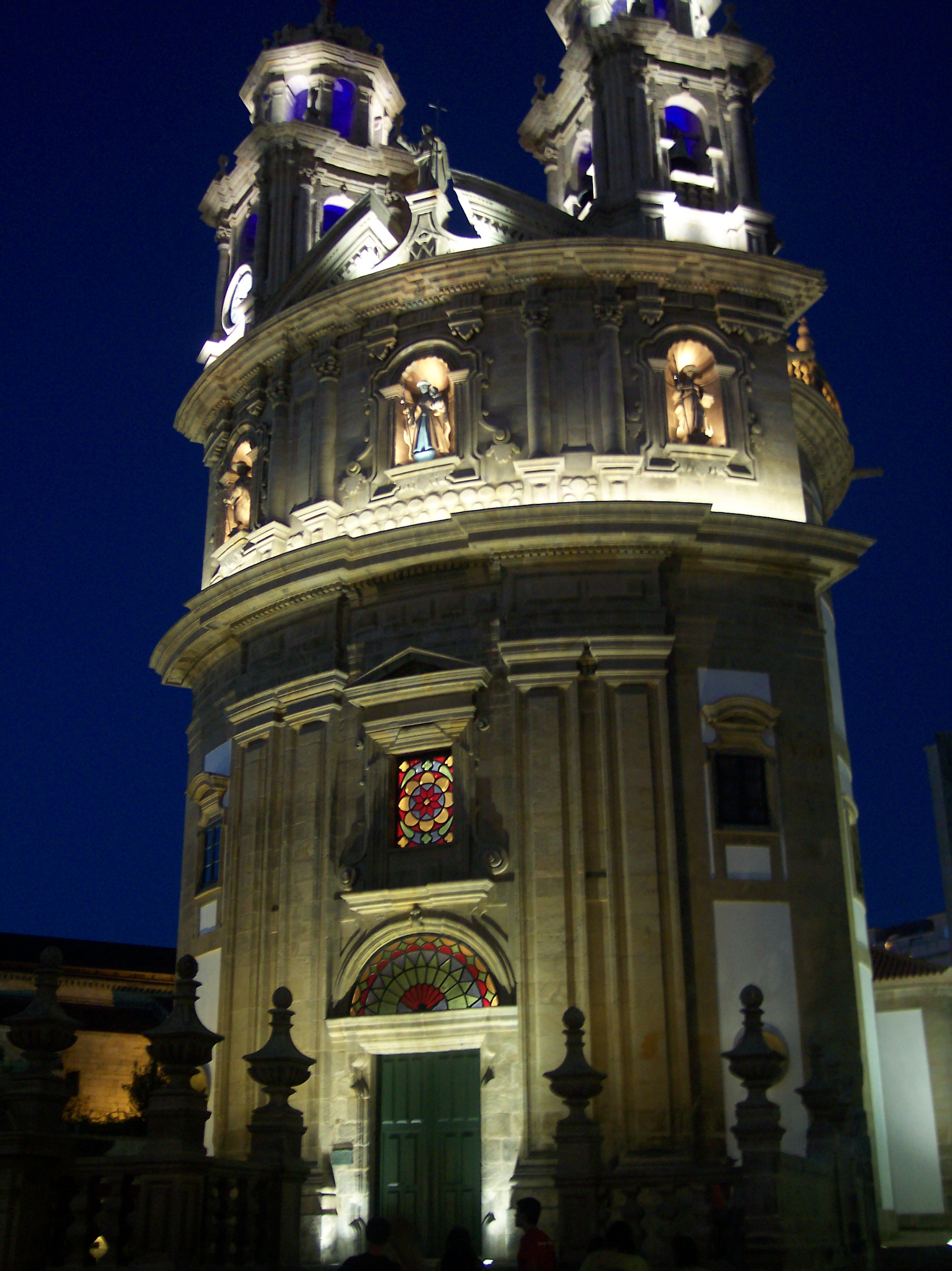
Vista de la iglesia con la nueva iluminación
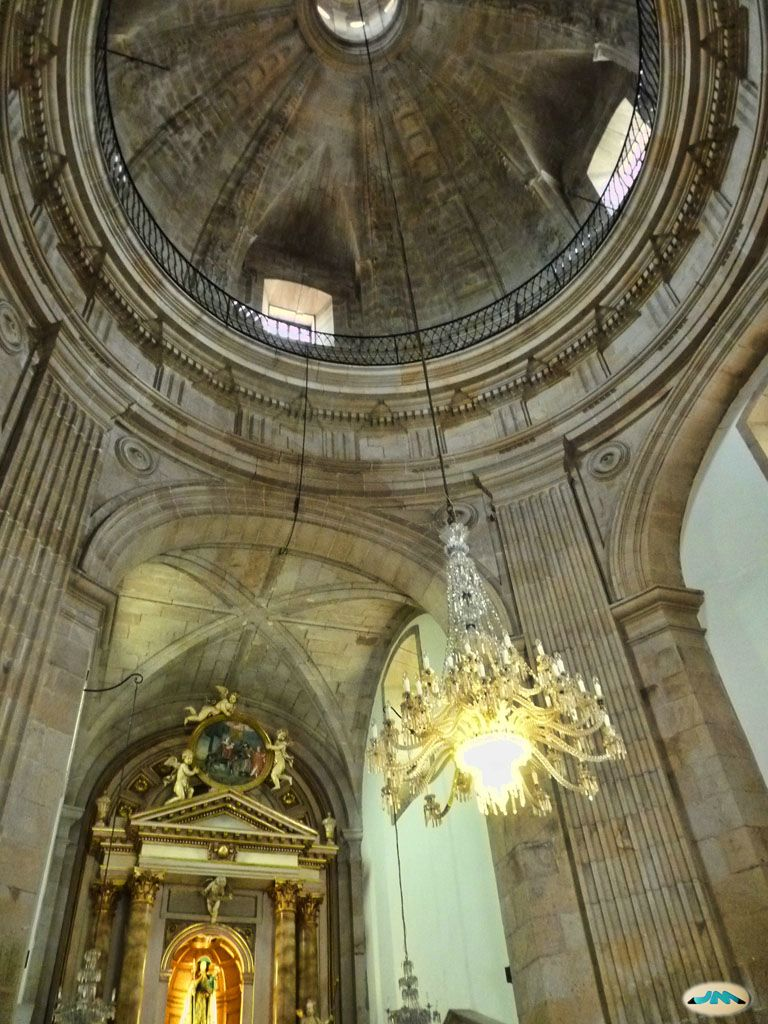
Detalle del interior